# McLennan (Alberta)
McLennan è una città del Canada, nella divisione No. 19 della provincia del Alberta.